# UK Singles Sales Chart
UK Official Singles Sales Chart é uma parada musical britânica compilada pela Official Charts Company (OCC). Compreende a lista semanal dos singles mais vendidos no Reino Unido, baseada em vendas por downloads, CDs, vinis e outros formatos.
A lista é divulgada de forma online a cada semana no site oficial da companhia, em forma de um Top 100. Sua primeira edição foi em julho de 2014. Anteriormente, a metodologia de compilação era utilizada para a definição do UK Singles Chart. No entanto, com as mudanças ocorridas na metodologia da parada principal, a OCC criou esta nova tabela, que equivale à antiga parada.

## Histórico
Em junho de 2014, foi anunciado pela OCC que streams musicais de serviços de áudio como Spotify, Deezer, Napster, O2 Tracks, Xbox Music e Sony Unlimited seriam contabilizados no Official Singles Chart, com a intenção de refletir as mudanças no consumo de música no Reino Unido, ocorridas na última década.
Assim, o último número 1 no UK Singles Chart baseado apenas em vendas foi o single "Gecko (Overdrive)" de Oliver Heldens com Becky Hill, em 29 de junho de 2014. Já o primeiro número 1 no UK Singles Sales Chart, na semana seguinte em 6 de julho, foi o single "Problem" de Ariana Grande com Iggy Azalea, que também atingiu o topo da parada principal.

## Parada de Álbuns
Há também a parada equivalente para álbuns, intitulada UK Albums Sales Chart, que utiliza a mesma metodologia, baseada exclusivamente em vendas.